# Stigmaphyllon ciliatum
Stigmaphyllon ciliatum là một loài thực vật có hoa trong họ Malpighiaceae. Loài này được (Lam.) A.Juss. miêu tả khoa học đầu tiên năm 1833.

## Hình ảnh

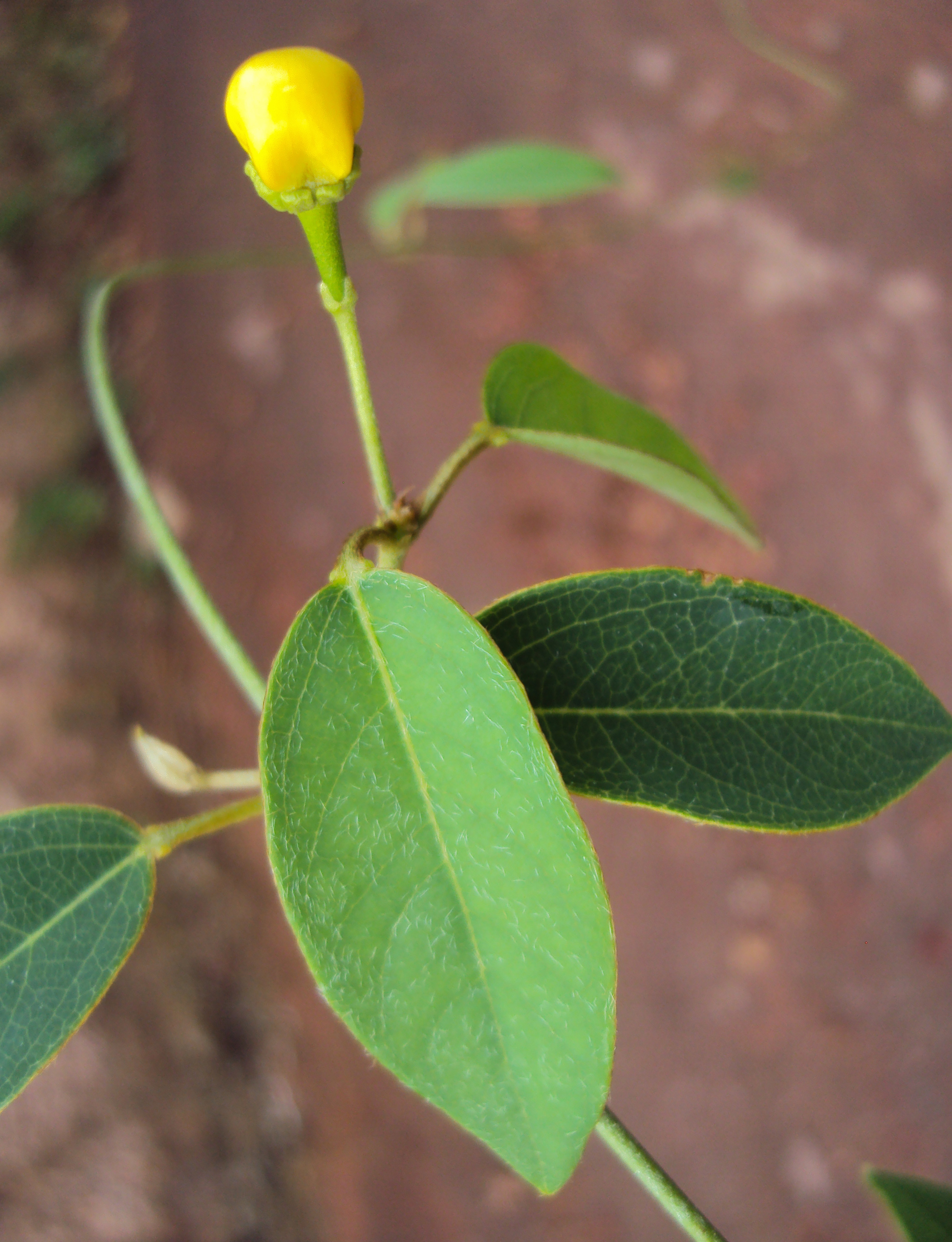
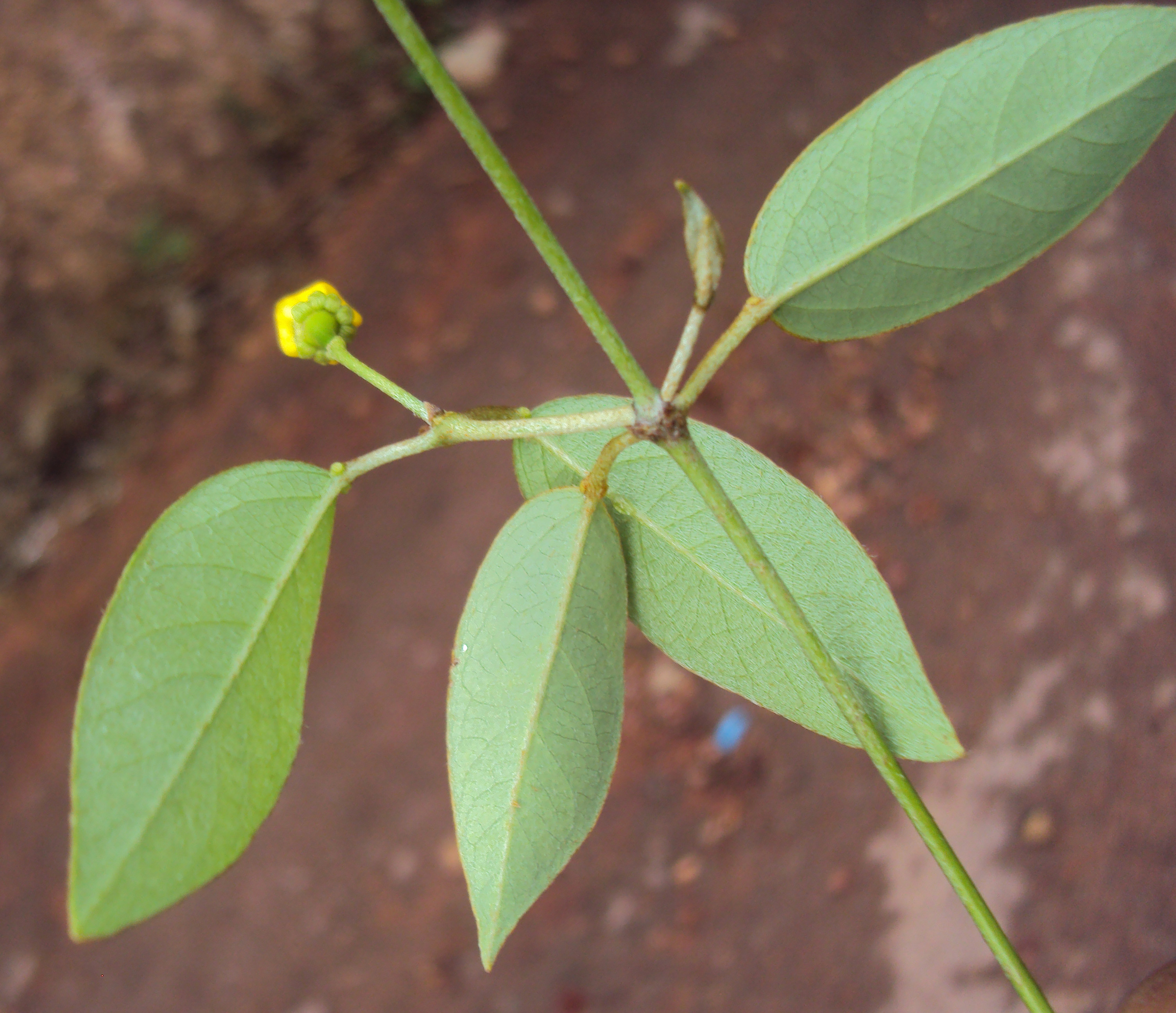
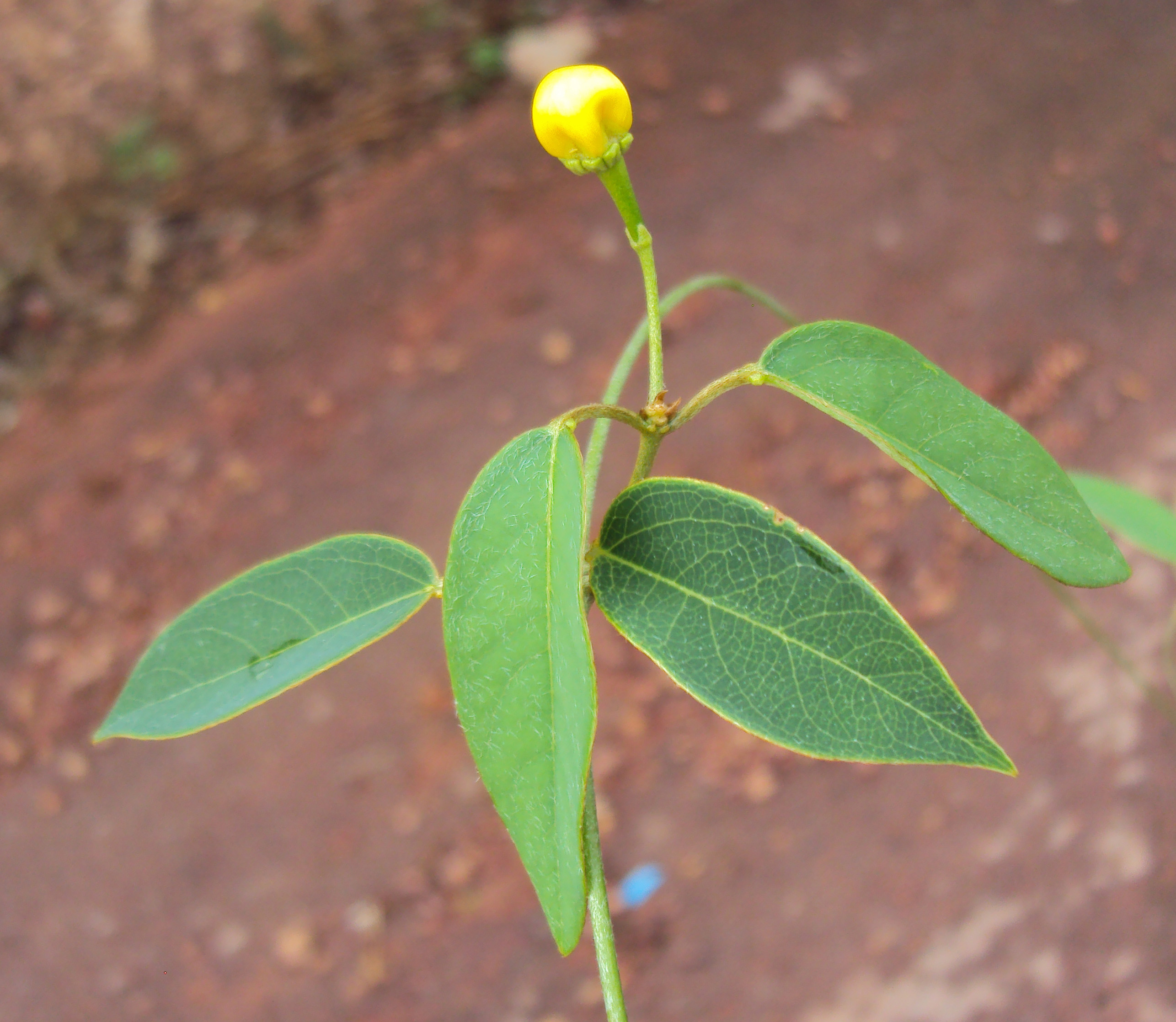
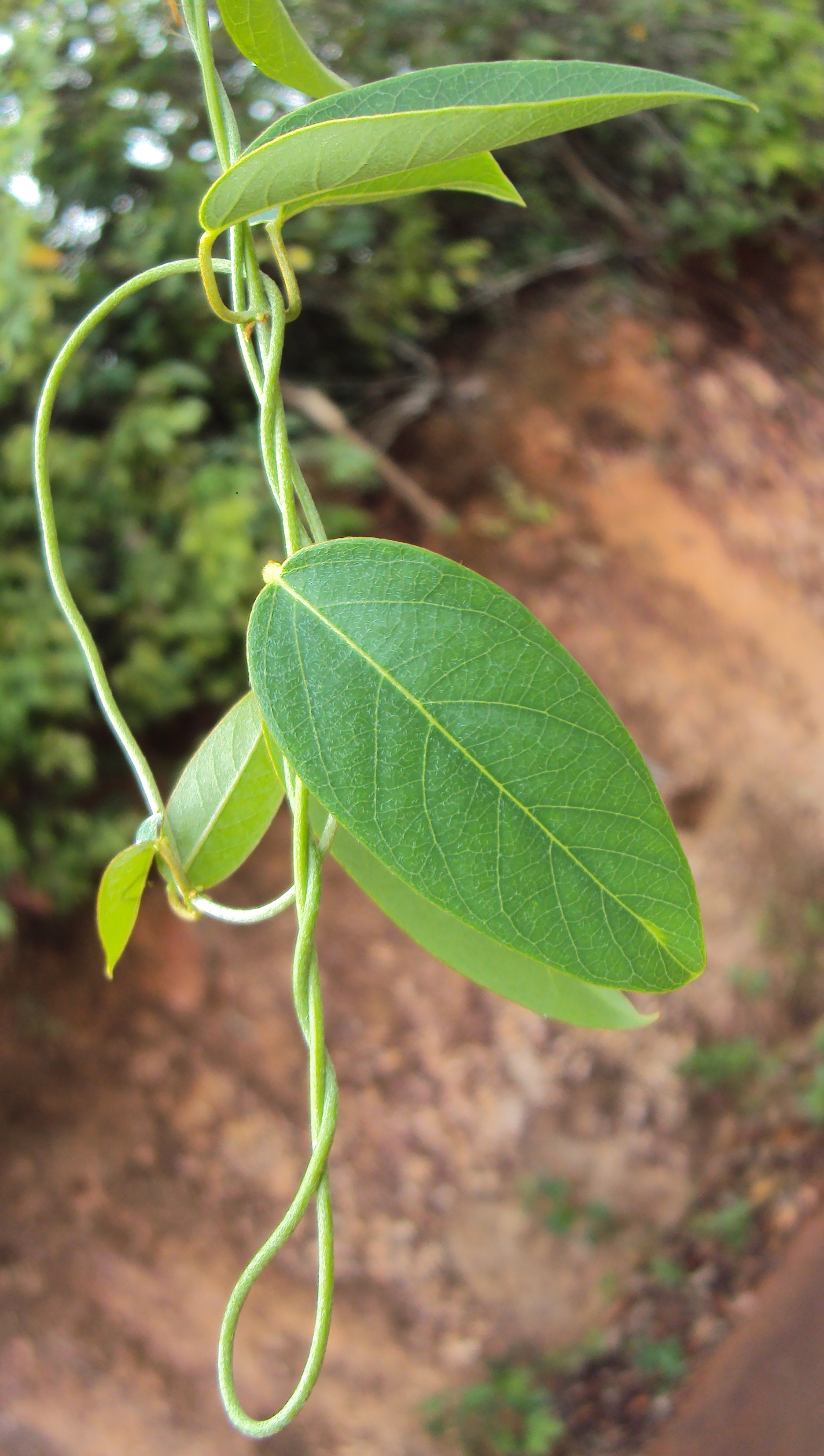